# Bolt contra o Tempo
Bolt Contra o Tempo, ou Desafio Mano a Mano de Atletismo, é um evento de atletismo.

## Edições

### 2013
A primeira edição do evento ocorreu na Praia de Copacabana, com provas de 150m, e as disputas ocorreram no feminino, masculino e paralímpico.

#### Evento Paralímpico
| Pos. | Atleta          | Tempo | Ref.  |
| ---- | --------------- | ----- | ----- |
|      | Alan Fontelles  | 15s68 | [ 3 ] |
|      | Jerome Singleto | 16s45 | [ 3 ] |

#### Evento Feminino
| Pos.        | Atleta               | Tempo | Ref.  |
| ----------- | -------------------- | ----- | ----- |
|             | Franciela das Graças | 16s75 | [ 3 ] |
|             | Rosângela dos Santos | 17s12 | [ 3 ] |
| Vanda Gomes |                      | 17s12 | [ 3 ] |
| 4           | Evelyn Santos        | 17s75 | [ 3 ] |

#### Evento Principal

##### Recorde
Antes desta competição, o recorde mundial desta prova não olímpica era:
| Tipo | Atleta     | Tempo | Local      | Data |
| ---- | ---------- | ----- | ---------- | ---- |
|      | Usain Bolt | 14s35 | Manchester | 2009 |
|      |            |       |            |      |

Como esta prova não faz parte do programa dos Campeonatos Mundiais de Atletismo ou da Olimpíada, a Federação Internacional de Atletismo (Iaaf) não considera a marca de 14s35 como recorde mundial. A entidade homologa os resultados, mas classifica-os como melhor tempo na prova.

##### Resultado
| Pos. | Atleta        | Tempo | Ref. |
| ---- | ------------- | ----- | ---- |
|      | Usain Bolt    | 14s42 |      |
|      | Daniel Bailey | 14s88 |      |
|      | Bruno Lins    | 14s91 |      |
| 4    | Alex Quiñonez | 15s90 |      |

### 2014
A edição de 2014 teve a corrida sendo disputada na Praia do Leme, com a distância de 100m.

#### Evento Paralímpico
- - Richard Browne
- - Jerome Singleton
- - Blake Leeper

| Pos. | Atleta           | Tempo | Ref.  |
| ---- | ---------------- | ----- | ----- |
|      | Richard Browne   | 10s08 | [ 7 ] |
|      | Jerome Singleton | 11s40 | [ 7 ] |
|      | Blake Leeper     | 11s83 | [ 7 ] |

#### Evento Feminino

##### Competidoras
- Carmelita Jeter - ouro no 4x100m, prata nos 100m e bronze nos 200m em Londres 2012, além de três ouros em Mundiais.
- Cleo Vanburen
- Schillonie Calvert - prata olímpica e campeã mundial no 4x100m
- - a representante brasileira saiu da eliminatória com Ana Cláudia Lemos, Evelyn Santos, Franciela Krasucki e Rosângela Santos.

##### Eliminatória Brasileira
| Pos. | Atleta             | Tempo | Ref.  |
| ---- | ------------------ | ----- | ----- |
| 1    | Rosângela Santos   | 11s19 | [ 8 ] |
| 2    | Ana Cláudia Lemos  | 11s20 | [ 8 ] |
| 3    | Evelyn Santos      | 11s46 | [ 8 ] |
| 4    | Franciela Krasucki | 11s67 | [ 8 ] |

##### Resultado
| Pos. | Atleta             | Tempo | Ref.  |
| ---- | ------------------ | ----- | ----- |
|      | Rosângela Santos   | 11s33 | [ 7 ] |
|      | Schillonie Calvert | 11s35 | [ 7 ] |
|      | Carmelita Jeter    | 11s38 | [ 7 ] |
| 4    | Cleo Vanburen      | 11s60 | [ 7 ] |

#### Evento Principal

##### Recordes
Antes desta competição, os recordes mundiais e olímpicos da prova eram os seguintes:
| Tipo | Atleta     | Tempo  | Local  | Data                 |
| ---- | ---------- | ------ | ------ | -------------------- |
|      | Usain Bolt | 9,58 s | Berlim | 16 de agosto de 2009 |
|      | Usain Bolt | 9,69 s | Pequim | 16 de agosto de 2008 |

##### Competidores
- Mark Lewis-Francis - ouro olímpico no revezamento 4x100m em Atenas 2004
- Wallace Spearmon - participou das Olimpíadas de 2008 e 2012, ficando em quarto lugar nos 200m livre em Londres.
- - o representante brasileiro saiu da disputa entre Aldemir da Silva Junior, José Carlos Gomes Moreira, Jefferson Liberato Lucindo e Jorge Henrique da Costa.

##### Eliminatória Brasileira
| Pos. | Atleta                     | Tempo | Ref.  |
| ---- | -------------------------- | ----- | ----- |
| 1    | Jefferson Liberato Lucindo | 10s22 | [ 8 ] |
| 2    | Jorge Henrique da Costa    | 10s31 | [ 8 ] |
| 3    | Aldemir da Silva Junior    | 10s35 | [ 8 ] |
| 4    | José Carlos Gomes Moreira  | 11s30 | [ 8 ] |

##### Resultado
| Pos. | Atleta                     | Tempo | Ref.  |
| ---- | -------------------------- | ----- | ----- |
|      | Usain Bolt                 | 10s06 | [ 7 ] |
|      | Mark Lewis-Francis         | 10s43 | [ 7 ] |
|      | Jefferson Liberato Lucindo | 10s44 | [ 7 ] |
| 4    | Wallace Spearmon           | 10s45 | [ 7 ] |